# Gerhard Jürgen Blum-Kwiatkowski

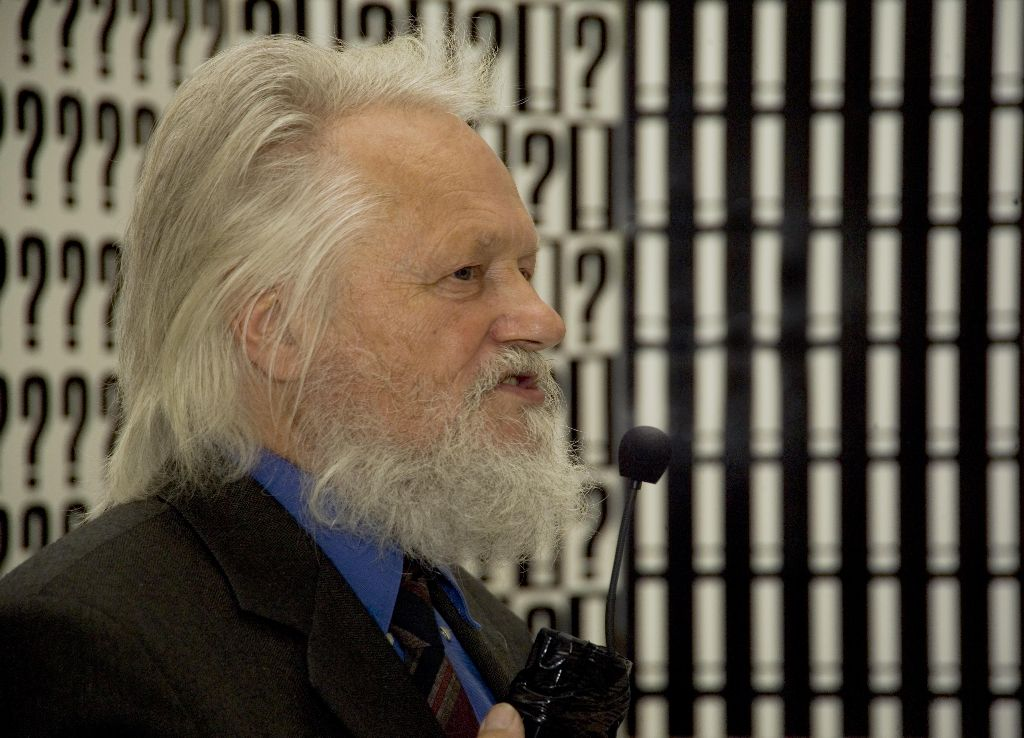
Gerhard Jürgen Blum-Kwiatkowski bei der Vernissage der Ausstellung Argumenta in Łódź, 2005

Gerhard Jürgen Blum-Kwiatkowski (* 22. Oktober 1930 in Elbing, Ostpreußen; † 11. August 2015 in Hünfeld) war ein deutsch-polnischer Künstler, der bis 1974 in Polen lebte und wirkte. Er war Vertreter der Konkreten Kunst sowie Gründer, Leiter und Initiator zahlreicher Museen, Ausstellungen und Projekte.

## Leben
Blum-Kwiatkowski beschäftigte sich in seiner Jugend mit Akrobatik. Nach dem Ende des Nationalsozialismus geriet er 1945 kurzzeitig in sowjetische Gefangenschaft, konnte jedoch fliehen und kehrte nach Elbing zurück. 1949 wurde er als „unsicheres Element“ zum Pumpenbau ins einstige Ostpreußen verwiesen, wo er Anschluss an eine geheime Universität und Akademie „zur Rettung der polnischen Intelligenz“ fand. 1952 bis 1957 studierte er Kunstphilosophie und Konstruktives Gestalten.
1956 wurde er nach siebenjähriger Aktivität von der Akademie zum Professor ernannt. Es folgte u. a. die Mitbegründung des Clubs Czerwona Oberża (Die rote Herberge) und des Kunstlaboratoriums Galeria EL in Elbląg, das er von seiner Gründung 1961 an bis 1974 leitete.
1974 siedelte Blum-Kwiatkowski in die Bundesrepublik Deutschland über, wo er zunächst im Kloster Cornberg bei Bad Hersfeld lebte und als Lehrer an sieben Volkshochschulen arbeitete. Bis 1987 entwickelte und realisierte er ein Konzept, bei dem Malschulen mit Ausstellungsräumen verbunden wurden: Es entstanden in Zusammenarbeit mit den Volkshochschulen Kunststationen in Fulda, Bad Hersfeld, Eschwege, Bad Salzschlirf und Kleinsassen sowie im Kloster Cornberg und auf Schloss Rittershain.
Von besonderer Bedeutung ist die 1979 gegründete Kunststation Kleinsassen, in der neben Ausstellungen jährlich eine Kunstwoche sowie zahlreiche Aktionen, Symposien und Vorträge veranstaltet wurden. Zu den Projekten der Kunststation gehört auch die 1986 entstandene Kunststraße Rhön, bei der Skulpturen im offenen Raum installiert wurden. In Kleinsassen gründete Blum-Kwiatkowski die Freie Kunstakademie, die später ins Museum Modern Art Hünfeld umzog.
1988 eröffnete Blum-Kwiatkowski in Fulda die Projektgalerie New Space, wo u. a. Künstler aus der DDR ausstellten (Erben des Bauhauses, 1990), und das Museum Zeichen der Zeit. 1990 ließ er sich in Hünfeld nieder und gründete auf dem Gelände eines ehemaligen Gaswerkes das Museum Modern Art mit angeschlossener Malschule. 1993 folgte mit Heidi Bierwisch das Forum konkrete Kunst in der Erfurter Peterskirche und 1996 das Museum für reduktive Kunst in Świeradów-Zdrój, Polen.
1997 begann er mit der Realisierung des Projektes Das offene Buch in Hünfeld. Das Konzept besteht darin, Texte der Konkreten Poesie (u. a. von Eugen Gomringer) an Gebäudewänden anzubringen, die von ihren Besitzern zur Verfügung gestellt werden. Inzwischen hat das offene Buch über 130 „Seiten“, ein Katalog zu diesem Projekt wurde im September 2007 publiziert.
2005 erstellte er die Dauerausstellung Motiva im Wiener Kongresszentrum Austria Center Vienna. Ab 2006 folgte die Ausstellungsreihe Die intelligible gewaltlose Kunst sowie Ausstellungen der Künstlergruppe Intelligible Prozesse.
Blum-Kwiatkowski starb am 11. August 2015 in Hünfeld im Alter von 84 Jahren.

## Museum Modern Art Hünfeld
Das 1990 in Zusammenarbeit mit der Stadt Hünfeld realisierte Museum Modern Art Hünfeld auf dem Gelände eines ehemaligen Gaswerkes wurde zum Zentrum von Blum-Kwiatkowskis Aktivitäten. Hier befinden sich auch weite Teile seiner über 4000 Kunstwerke umfassenden Sammlung.
Als Ausstellungsräume dienen das Hauptgebäude, zwei alte Gaskessel und inzwischen auch ein neu gebauter Pavillon, der Gebäude und Kessel verbindet. Außerdem befindet sich auf dem Außengelände ein Skulpturengarten, ergänzt durch einen ehemaligen Bahndamm an der Rückseite des Hauptgebäudes.
1994 initiierte der Künstler Heinz Kasper zur Finanzierung des Museums das Projekt Jeder Meter für die Kunst. Der Sponsorenlauf und die zugehörige Ausstellung fanden in zehn Städten statt.
Seit 2003 finden im Museum Jahresausstellungen statt, bei denen etwa 30 bis 40 Räume für jeweils einen Künstler zur Verfügung stehen. Begleitend dazu erscheint jährlich ein Katalog mit Informationen zu den Werken und Künstlern.
Im Zusammenhang mit der New Space-Galerie Fulda und dem Museum Modern Art Hünfeld entstand auch der Kunstverein IDEA.

## Ausstellungen und Projekte
- 1977: 100 Tage Dokumenta, Kloster Cornberg
- 1984: Erscheinung und Wirklichkeit, Kloster Cornberg
- 1986: Kunststraße Rhön, Kunststation Kleinsassen
- 1987: Vertikal – Diagonal – Horizontal, Kunststation Kleinsassen
- 1987: Spanning – Spannung, Kunststation Kleinsassen
- 1987: Freiraum – Vier Generationen konstruktivistischer Strömungen in der polnischen Kunst, Kunststation Kleinsassen
- 1988: Konstruktive Strömungen, New Space-Galerie, Fulda
- 1988: Null-Dimension, New-Space-Galerie, Fulda / Architekturmuseum Breslau / Hipphalle Gmunden
- 1990: Erben des Bauhauses, New Space-Galerie, Fulda
- 1991: Redukta, Kunstzentrum Warschau
- 1992: Projekt für den offenen Raum, Fahner Höhen (Erfurt)
- 1994: Jeder Meter für die Kunst, Projekt von Heinz Kasper, Museum Modern Art Hünfeld
- 1995: Europa konkret international, Galerie Les Lebanim, Ness Ziona (Israel) / 1999: Museum Modern Art Hünfeld
- seit 1997: Das offene Buch, Hünfeld
- 1999: Die unendliche Linie, Museum für reduktive Kunst, Świeradów-Zdrój (Polen)
- 2000: Europa-konkret-reduktiv, Museum Modern Art Hünfeld
- seit 2003: Jahresausstellungen, Museum Modern Art Hünfeld
- 2005: Retrospektive 1952–2004, Kunststation Kleinsassen
- 2005: Argumenta, Atlas Kunstgalerie, Łódź
- 2005: Motiva Dauerausstellung, Austria Center Vienna
- 2006: Die intelligible gewaltlose Kunst, Atlas-Kunstgalerie, Łódź / 2007: Kunststation Kleinsassen / 2007: Gmunden / 2008: Galeria EL, Elbląg
- 2007: Internacional – Constructivo – Concreto – Reductivo – Inteligible, Aranjuez (Spanien)
- 2008: Die gegenstandslose Gedankenwelt, Konrad Zuse Hotel, Hünfeld
- 2008: Das Offene Buch entlang des Kegelspielradweges
- 2007: Publikation des Katalogs zum Projekt Das offene Buch
- 2009: Intelligible Prozesse – Kunst als Lebensphilosophie, Altana-Galerie, Dresden

## Auszeichnungen
Blum-Kwiatkowski erhielt zahlreiche Preise und Auszeichnungen, u. a.:
- 1970: Erster Preis des Kulturvereins Elbląg
- 1974: Erster Preis polnischer Künstler und Theoretiker Breslau
- 1992: Erster Preis Triennale, Kunst und Energie, Breslau
- 1996: Erster Preis für das beste Bild des Jahres, BWA-Galerie Lublin
- 2000: Erster Preis der Stiftung Lesen für das Projekt Das offene Buch
- 2002: Erster Preis – Polnischer Künstler der Stiftung Kobro, Łódź
- 2003: Erster Preis – Polnischer Kunsttheoretiker der Stiftung Stajuda, Kunstakademie der schönen Künste, Warschau
- 2008: Gloria-Artis-Medaille für kulturelle Verdienste, erster Kulturpreis des polnischen Kultusministeriums
- 2012: Verdienstkreuz am Bande

## Bildergalerie

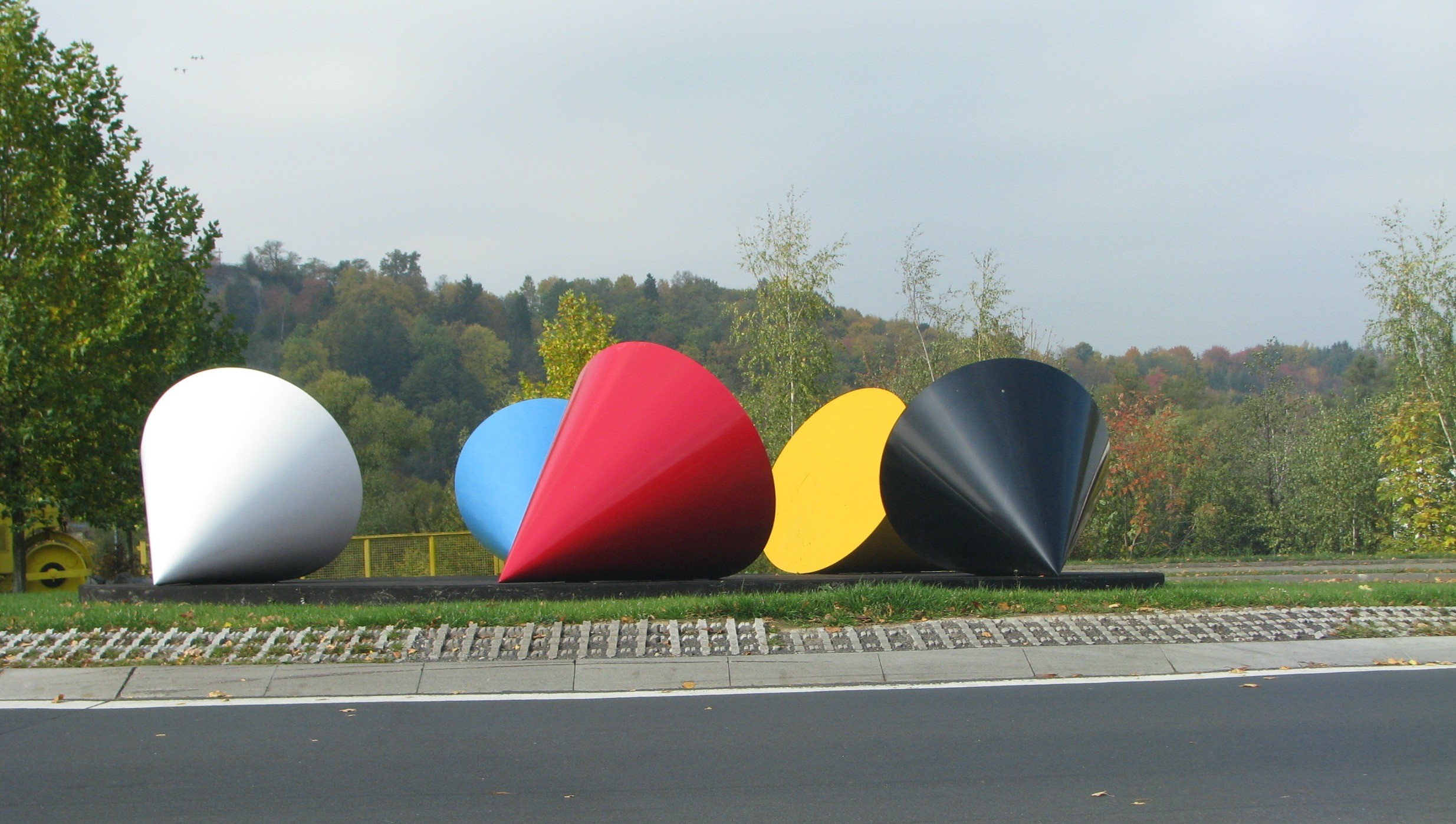
Kegelplastik (2008)
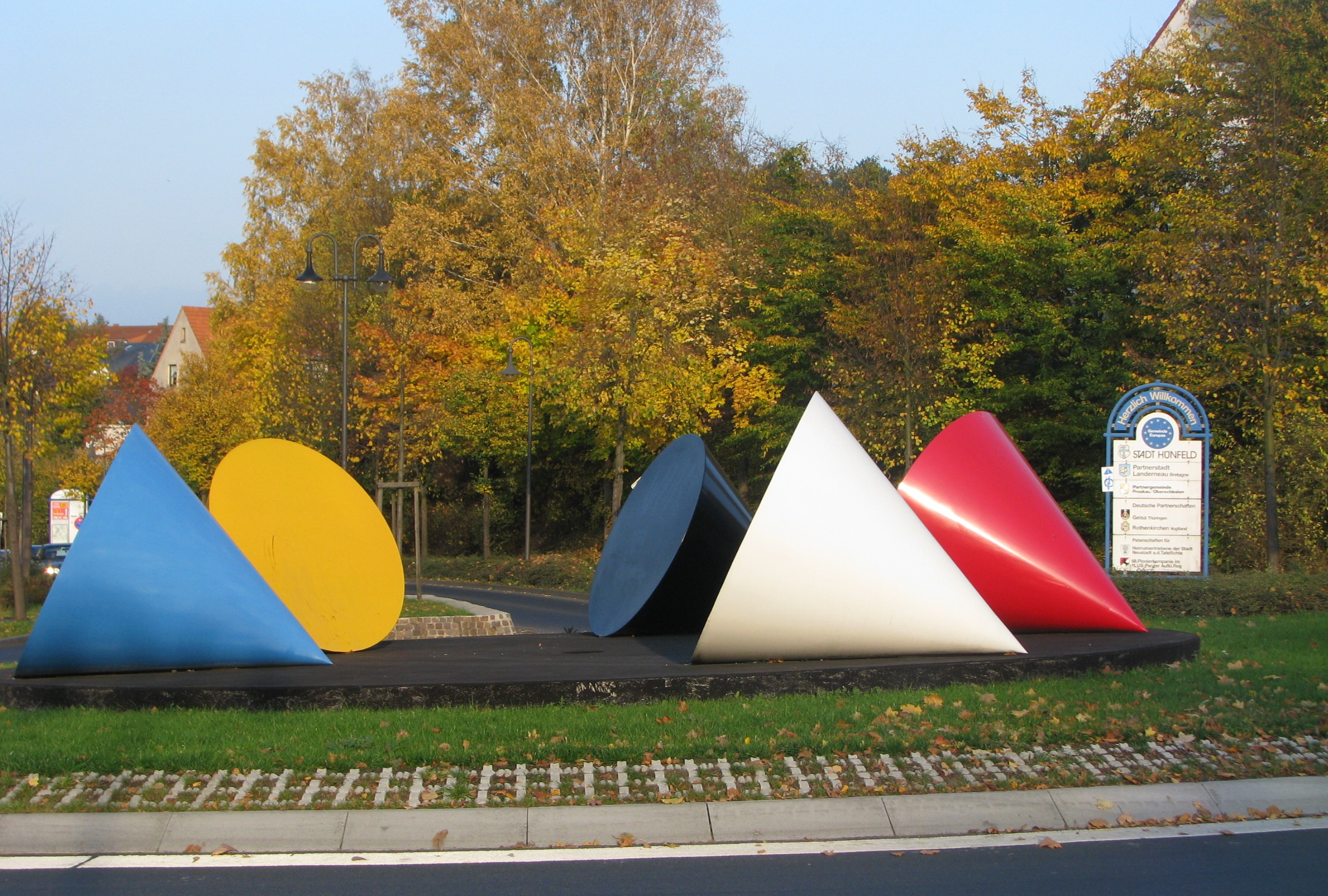
Kegelplastik (2008)
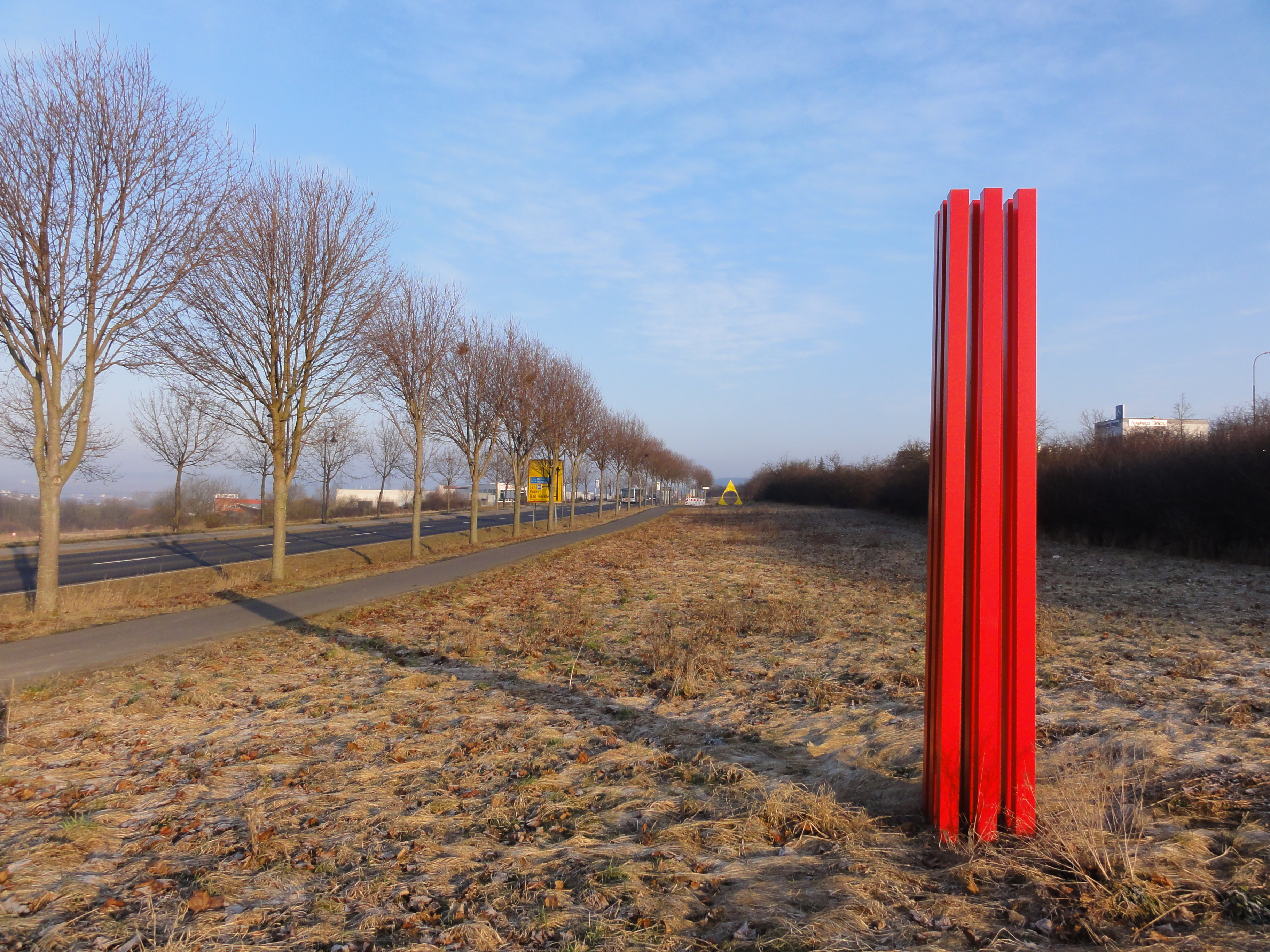
Skulptur (2011)
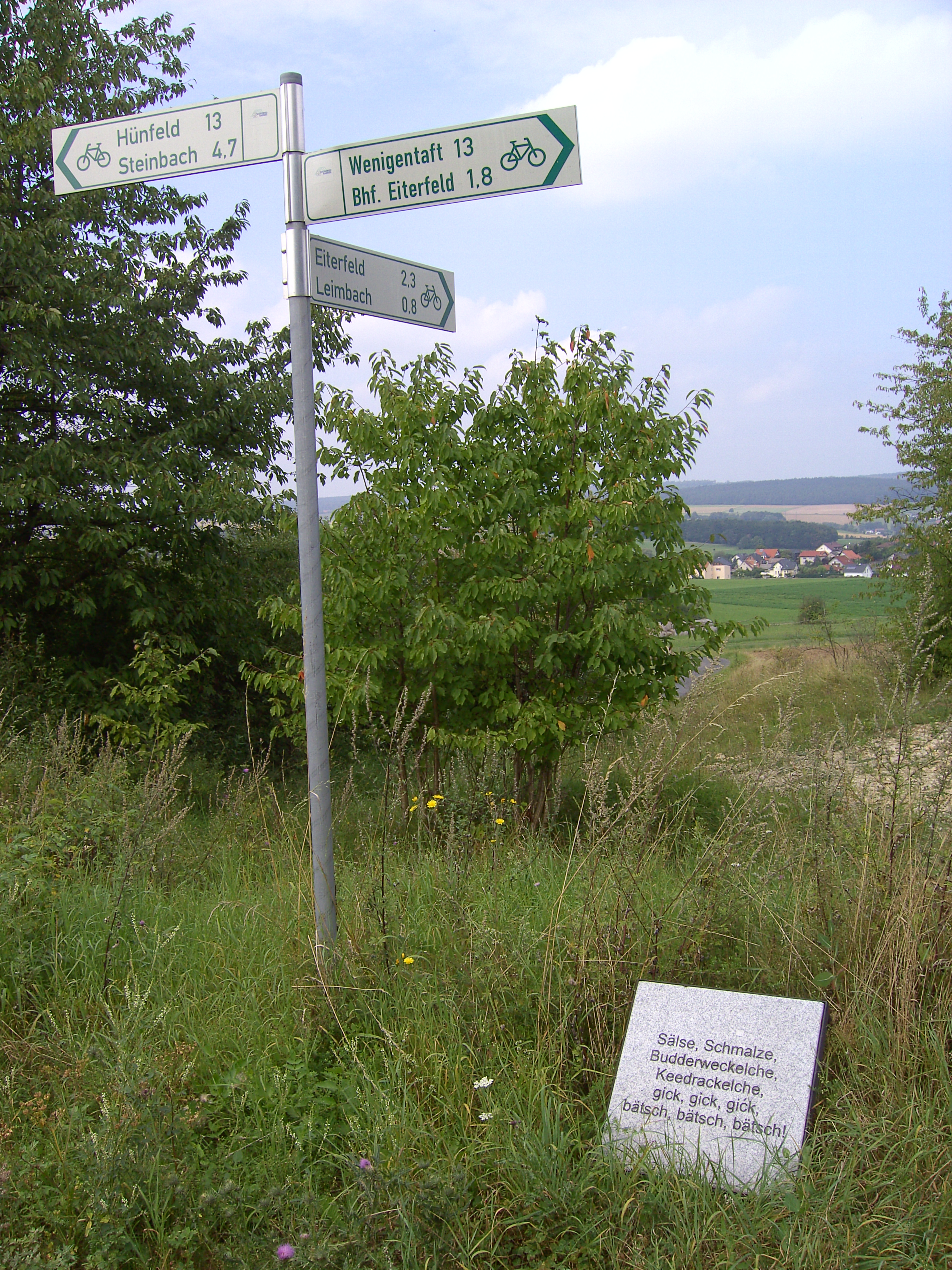
Offenes Buch (2009)